# The Player
The Player ist eine US-amerikanische Filmkomödie von Robert Altman aus dem Jahr 1992. Das Drehbuch stammt wie die Romanvorlage von Michael Tolkin.

## Handlung
Im Film wird die Realität von Hollywood und der dort ansässigen Filmindustrie verspottet. The Player beginnt als Film im Film (eine Klappe fällt) und endet auch so.
Griffin Mill arbeitet in einem Hollywood-Konzern. Er ist der Mann, der sich Drehbuchentwürfe von Autoren anhört und darüber entscheidet, ob daraus ein Film entstehen soll oder nicht. Da der Konzern nur zwölf Filme im Jahr drehen kann und er sich in dieser Zeit tausende Entwürfe anhören muss, bedeutet dies in den meisten Fällen eine Absage. Schon aufgrund dessen, aber auch wegen seiner arroganten Art, wie er die Autoren behandelt, macht er sich zwangsläufig Feinde. Mill wird erpresst und erhält Drohpostkarten von einem unbekannten Autor. Er geht der Sache nach und seine Recherchen deuten auf eine Person hin, die vor einigen Monaten vergeblich einen Entwurf vorgestellt hat: David Kahane.
Mill sucht ihn auf, erfährt aber von dessen Lebensgefährtin June Gudmundsdottir, dass dieser gerade im Kino sei. Mill fährt zum Kino, trifft Kahane und will ihm vorschlagen, die Story nach einer weiteren Bearbeitung vielleicht doch zu verfilmen. Ernst ist es ihm mit diesem Angebot allerdings nicht; er hofft vielmehr, dass er mit Kahane ins Gespräch kommen und ihm die Drohungen ausreden kann. Das Gespräch verläuft jedoch nicht nach seinen Vorstellungen. Kahane beschimpft Mill, lässt ihn stehen und es kommt zu Handgreiflichkeiten. Mill ist wütend und drückt Kahane in einem Kellereingang unter Wasser – etwas zu lange, denn Kahane ist tot. Mill will nun einen Überfall eines Dritten vortäuschen; er wirft Kahanes Autofenster ein und verschwindet.
Doch das Stalking geht weiter. Kahane war es also nicht. Mittlerweile laufen Ermittlungen, Mill wird der Tat verdächtigt. Er wird zum Polizeipräsidium in Pasadena bestellt, wo ein skurriles Verhör stattfindet. Er wird durch die Fragen der Kommissarin und das Verhalten der anderen Ermittler immer nervöser und verstärkt damit den Verdacht, dass er der Schuldige ist. Auch beruflich wird er verunsichert; es gibt Gerüchte, dass er seinen Job verlieren wird. Seine Stelle soll Larry Levy einnehmen, der von einem anderen Filmkonzern abgeworben worden ist.
Mittlerweile hat sich zwischen Mill und June Gudmundsdottir eine Leidenschaft entwickelt. Entsprechend ist das intime Verhältnis zu seiner Teamkollegin Bonnie abgekühlt. Mill und June ziehen sich in ein Nobelhotel in der Wüste zurück und verbringen ein Wochenende miteinander. Währenddessen erreicht ihn eine Vorladung zu einer Gegenüberstellung. Eine Zeugin will Kahanes Mörder gesehen haben. Doch sie ist äußerst unsicher und identifiziert einen Detective, der zur Komplettierung der Gruppe auch in der Reihe der Verdächtigen steht. Mill kann sein Glück kaum fassen und schwankt völlig verwirrt als freier Mann aus dem Polizeirevier.
Einige Monate vergehen. Mill ist in seinem Job wieder so erfolgreich wie früher. Ein Filmprojekt soll realisiert werden, dessen äußerst ambitioniertes Konzept lautet: keine Stars, nur Talent. Das Thema soll durch Stars nicht „verwässert“ werden. Kein Happy End, sondern ein tragischer Schluss, „weil so etwas passiert“; die Realität kenne kein Happy End. Mill tut interessiert, hält jedoch nichts von dieser Idee und überlässt das Projekt samt Risiko lieber Levy.
Aber die endgültige Fassung verkehrt das anfängliche Konzept ins Gegenteil. Der Film ist mit Stars nur so gespickt und der Schluss ein Happy End, das ins Alberne abdriftet. Der Held (Bruce Willis) rettet die zu Unrecht verurteilte Todeskandidatin (Julia Roberts) in letzter Sekunde aus der Gaskammer. Als sie ihn fragt, warum er so spät gekommen sei, antwortet er: „Ich bin im Stau stecken geblieben“. Dies sind auch die letzten Worte im Film.
Auf diese Weise werde der Film mehr Geld einspielen, und darum gehe es. Bonnie ist entsetzt und beschimpft die Verantwortlichen der Chefetage mit dem Ergebnis, dass sie gefeuert wird. Vollkommen aufgelöst sucht sie Mill auf, der sie eiskalt stehen lässt und nach Hause fährt.
Auf dem Heimweg erhält Mill einen Anruf vom Autor, der für die Drohpostkarten verantwortlich ist. Der Erpresser, um den es lange Zeit ruhig gewesen ist, schlägt folgendes Script vor: ein Filmproduzent bekommt Drohpostkarten von einem Autor und ermordet dann einen Unschuldigen. Der aalglatte Produzent „kommt sauber aus der Sache raus.“ Der Film soll „The Player“ heißen. Mill ist von der Idee begeistert. Zu Hause erwartet ihn die hochschwangere June, die ihn fragt, warum er so lange gebraucht habe. Und The Player endet nun mit demselben letzten Spruch wie der Film in der Happy-End-Vorführung zuvor.

## Kritiken
„Eine ebenso intelligente wie unterhaltsame Satire auf den Niedergang Hollywoods und der amerikanischen Kulturszene schlechthin. Voller Verweise auf filmische Vorbilder und auf reale Personen und Verhältnisse, die sich oft nur Kennern ganz entschlüsseln werden. Formal zeigt sich Robert Altman auf der Höhe seines Könnens; faszinierend und reizvoll sein Kunstgriff, zahlreiche Hollywood-Größen […] in kleinen und kleinsten Nebenrollen einzusetzen.“

## Auszeichnungen
Robert Altman, Drehbuchautor Michael Tolkin und Geraldine Peroni für den Schnitt waren 1993 für einen Oscar nominiert. Einen Golden Globe gewannen 1993 der Film in der Kategorie Bester Film – Komödie oder Musical und Tim Robbins. Auch Altman und Tolkin waren für einen Golden Globe nominiert.
The Player wurde 1993 als bester Film mit einem Independent Spirit Award ausgezeichnet. Robert Altman und Michael Tolkin gewannen 1993 einen BAFTA Award; auch Tim Robbins, Geraldine Peroni und der Film als bester Film waren für diesen Preis nominiert. Altman erhielt 1993 eine César-Nominierung und eine für den Directors Guild of America Award. Tolkin erhielt 1993 die Auszeichnungen Edgar Allan Poe Award und die der Writers Guild of America.
Der Film als bester Film, Robert Altman und der Kameramann Jean Lépine bekamen 1992 den New York Film Critics Circle Award. Altman und Michael Tolkin wurden 1993 als Regisseur/Drehbuchautor des Jahres bei den London Critics Circle Film Awards geehrt. Altman erhielt 1993 den Southeastern Film Critics Association Award und den italienischen Filmpreis Nastro d’Argento. Der Film wurde 1993 mit dem Kansas City Film Critics Circle Award ausgezeichnet.

## Hintergrund
Zahlreiche Quellen belegen, dass die Frustration in Bezug auf die in Hollywood herrschenden Verhältnisse viele Filmstars dazu motiviert hat, für eine symbolische Bezahlung bei The Player mitzumachen. Die meisten Stars wie Cher oder Burt Reynolds spielten sich selbst (Cameo-Auftritt).
Zu den beteiligten Schauspielern mit Kurzauftritt gehören unter anderem:
- Steve Allen
- Richard Anderson
- René Auberjonois
- Harry Belafonte
- Shari Belafonte
- Karen Black
- Gary Busey
- Robert Carradine
- Charles Champlin
- Cher
- James Coburn
- John Cusack
- Brad Davis
- Paul Dooley
- Peter Falk
- Felicia Farr
- Katarzyna Figura
- Louise Fletcher
- Dennis Franz
- Teri Garr
- Scott Glenn
- Jeff Goldblum
- Elliott Gould
- Joel Grey
- David Alan Grier
- Buck Henry
- Anjelica Huston
- Kathy Ireland
- Steve James
- Sally Kellerman
- Sally Kirkland
- Jack Lemmon
- Marlee Matlin
- Andie MacDowell
- Malcolm McDowell
- Jayne Meadows
- Martin Mull
- Nick Nolte
- Alexandra Powers
- Bert Remsen
- Burt Reynolds
- Jack Riley
- Julia Roberts
- Mimi Rogers
- Annie Ross
- Alan Rudolph
- Jill St. John
- Susan Sarandon
- Rod Steiger
- Patrick Swayze
- Brian Tochi
- Lily Tomlin
- Robert Wagner
- Ray Walston
- Bruce Willis
- Marvin Young

## Trivia
- In den Büros des Filmstudios sind zahlreiche klassische Filmplakate zu sehen, deren Titel auf den Stand der Handlung hindeuten, darunter auch eines vom 1951 gedrehten amerikanischen Film M, einem Remake des deutschen Films M – Eine Stadt sucht einen Mörder aus dem Jahr 1931.
- Bevor Kahane getötet wird, geht er mit Mill nach dem Kinobesuch zu einem Parkplatz in einer verlassenen, heruntergekommenen Gegend. Dabei sind an einer Wand, teilweise in Großaufnahme, Plakate der Band Skid Row zu sehen, deren Bandname so viel wie „schlechte Gegend“ bedeutet.
- Die Darsteller Vincent D’Onofrio und Jeff Goldblum treten später in der Krimiserie Criminal Intent zusammen als Polizeiermittler auf.
- Im Kino sieht Mill noch den Schluss des italienischen Filmklassikers Fahrraddiebe von 1948.
- Die sehr lange Eröffnungsszene parodiert ebensolche Einstellungen klassischer Filme wie zum Beispiel aus Im Zeichen des Bösen. Ironischerweise unterhalten sich zwei Studiomitarbeiter darin über genau solche Eröffnungssequenzen.